# Alfred F. Havighurst
Alfred Freeman Havighurst (* 30. September 1904 in Mount Pleasant, Iowa, Vereinigte Staaten; † 15. Februar 1991 in Leeds, Massachusetts) war ein US-amerikanischer Historiker und Hochschullehrer.

## Leben und Wirken
Alfred F. Havighurst war der Sohn von Freeman Alfred Havighurst (1869–1961) und Winifred Aurelia Havighurst geb. Weter (1874–1966). Er erlangte 1925 einen Abschluss als Bachelor (B.A.) an der Ohio Wesleyan University und erhielt 1928 einen Master-Abschluss (M.A.) der University of Chicago. 1928 bis 1929 lehrte er an der Pacific University in Oregon. 1931 wurde er Professor für Geschichte am Amherst College und erlangte 1936 einen Ph.D. an der Harvard University. 1970 wurde er emeritiert.
Er war Mitglied der American Historical Association, der British Records Association und Fellow der Royal Historical Society.
Das Amherst College vergibt seit 1970 jährlich den „Alfred F. Havighurst Prize in History“.
Alfred F. Havighurst hatte drei Brüder und eine Schwester. Robert James Havighurst (1900–1991) war Erziehungswissenschaftler und Soziologe; Walter Edwin Havighurst (1901–1994) war Schriftsteller und Historiker.

## Schriften
Alfred F. Havighurst verfasste mehrere Bücher sowie Fachartikel und Rezensionen. 1958 gab er die ab 1923 von Henri Pirenne verfassten Arbeiten zur Pirenne-These neu heraus und ergänzte sie durch kritische Analysen. Sein 1962 erstmals erschienenes Werk The twentieth century wurde mehrmals aufgelegt.
1988 wurde ihm zu Ehren von der Pacific University die Archivsammlung Alfred Havighurst Papers 1928–1988 herausgegeben.
- The relations between the crown and the judiciary in England. Masterarbeit. University of Chicago 1928, OCLC 47085212.
- mit Laurence Bradford Packard: History and the social sciences. 1947, OCLC 21793986.
- The judiciary and politics in the reign of Charles II. Stevens and Sons, London 1950, OCLC 13162042.
- James II and the twelve men in scarlet. In: The Law quarterly review. Oktober 1953, S. 522–546. Stevens and Sons, London 1954, OCLC 27109985.
- The twentieth century. Harper and Row, New York 1962, OCLC 641095568. 2. Auflage 1966.
- (Hrsg.): Henri Pirenne: The Pirenne thesis. Analysis, criticism, and revision. Heath, Boston 1958, OCLC 561171365.
- Radical journalist: H. W. Massingham (1860–1924). Cambridge University Press, London 1974, ISBN 0-521-20355-4 (eingeschränkte Vorschau in der Google-Buchsuche).
- Britain in transition. The twentieth century. Neuausgabe von The twentieth century. University of Chicago Press, Chicago 1979. 4. Auflage 1985, ISBN 0-226-31971-7 (Abstract).
- Modern England, 1901–1970. Cambridge University Press, Cambridge 1976, ISBN 0-521-20941-2.